# Tuuri
Tuuri är en tätort (finska: taajama) i Alavo stad (kommun) i landskapet Södra Österbotten i Finland. Fram till 2013 låg Tuuri i Töysä kommun. Vid tätortsavgränsningen den 31 december 2021 hade Tuuri 771 invånare och omfattade en landareal av 4,31 kvadratkilometer.
Tuuri järnvägsstation finns i Tuuri.